# All About Offshore Limited
All About Offshore Limited (ou AABOL) est un bureau d'avocats prestataires de services financiers offshore (création de société offshore et de nominees aux Seychelles ou dans d'autres juridictions offshore). Le siège de cette société est basé dans le paradis fiscal des Seychelles, dans un petit immeuble (Oliaji Trade Centre) situé dans le nord de l'île, au sud de Victoria (P.O. Box 1004, Suite 15, Victoria, Mahé), non loin du port de pêche.
En 2021, AABOL s'est faite connaitre dans le monde entier comme étant l'un 14 fournisseurs/opérateurs de services financiers offshore impliqués dans les « Pandora Papers ».

## Services offerts par l'entreprise
Selon son site Internet (en 2021), la société AABOL est autorisée, sous l'égide de la Seychelles Financial Services Authority (localement dite « FSA ») à exercer une activité de prestation de services aux entreprises internationales et ses dirigeants (présentés comme spécialistes de la planification financière, de la gestion d'entreprise et de la profession juridique) « ont passé avec succès une évaluation rigoureuse par la FSA en ce qui concerne leurs capacités professionnelles, leur expérience et leur intégrité personnelle ».
AABOL propose aussi « une assistance en matière de comptabilité et d'audit », via « des responsables de la relation client professionnels et multilingues ».
AABOL offre dans ce cadre des services de « Banque offshore » ; d'« accès DTA de l'entreprise résidente » ; de « sociétés en commandite simple » ; de « Sociétés de cellules protégées (Protected Cell Companies) » ; d'« expédition et enregistrement de yachts », « dans plusieurs juridictions ».
Toujours selon son site internet (version 10 octobre 2021), la société AABOL peut fournir des « Certificats de bonne réputation » et  des « services de directeur professionnel et de prête-nom ».

Son forfait d'incorporation (c'est-à-dire de création de société) inclut « Un an de service d'agent enregistré et de siège social ; Adresse de correspondance d'un an (y compris la garde en lieu sûr de livres statutaires et la transmission ultérieure des actes signifiés aux entreprises à son adresse) ; une réponse aux exigences obligatoires en matière de déclaration/dépôt pour la première année, y compris s'occuper de la tenue des registres statistiques/livres de l'entreprise » ;

### Création de sociétés écran, d'hommes de paille…
Pour le compte de ses clients, AABOL se présente comme pouvant rapidement, efficacement et directement créer des IBCs (International Business Companies) « ayant leurs propres administrateurs, secrétaire de la société et actionnaires avec un agent enregistré et des installations de bureau ».

AABOL précise que « certains clients préfèrent structurer leur situation de manière à ce que la gestion et le contrôle de leur entreprise soient perçus comme exercés depuis l'offshore ». Pour ces derniers, AABOL propose, outre les services d'agent enregistré et de bureau cités ci-dessus, un service IBC complet incluant :« (i) un administrateur "nommé" ; (ii) un secrétaire de la société "Nominee" ; et (iii) une société actionnaire "Nominee" ».

### Création de compte bancaire
Pour le compte de ses clients, AABOL propose aussi d'ouvrir dans « certaines juridictions offshore » des comptes bancaires au nom des sociétés (IBCs) créées pour leur client.
La société explique (en 2021), que pour cela, elle traite notamment avec : 
- Absa Bank (Seychelles) ;
- Al-Salaam Bank (Seychelles) ;
- MCB (Mauritius Commercial Bank);
- ABC Banking Corporation ;

quatre banques, qui sont, selon le site internet d'AABOL, réputées et exigeant « des informations personnelles et commerciales détaillées de la part des propriétaires et des contrôleurs du compte offshore ».

#### Autres prestations
AABOL propose aussi aux IBC de leur fournir un « service de bureau » complet incluant (en octobre 2021):
1. la création et l'hébergement de sites web
2. des en-têtes, cartes de visite
3. le réacheminement de fax et courriers
4. une gestion des appels téléphoniques

## Pandora Papers
L'enquête collaborative de journalistique d'investigation entamée de 2019 à 2021 par le Consortium international des journalistes d'investigation (ICIJ) et publiée à l'automne 2021, s'est notamment basée sur des documents provenant d'AABOL. 
Sur un total de 11,9 millions de documents (Pandora Papers) provenant de 14 bureaux d'avocats d'affaires offshore, une petite partie (270 328) provenaient d'AABOL.

La somme de ces documents a confirmé l'existence de systèmes de fraude et d'évasion fiscale à très large échelle durant ces près de 20 années, ayant notamment impliqué plusieurs milliers de personnalités politiques, personnalités religieuses, personnages publics et de monarques  (dont trois cents responsables publics, trente-cinq chefs d’État (dont certains populistes, ayant juré de combattre la corruption) ainsi que cent trente milliardaires directement mis en cause.

## Rôle de la FSA

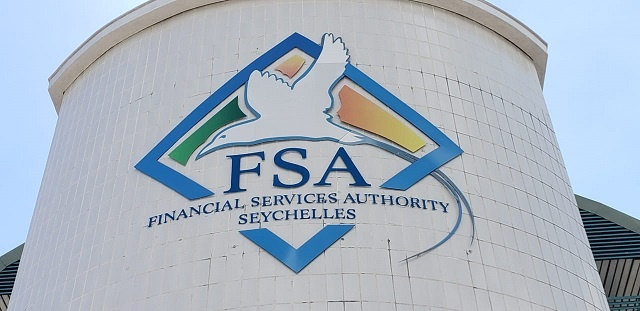
Façade du bâtiment de la Financial Services Authority des Seychelles, l'autorité chargée de veiller au respect de la loi et des bonnes pratiques locales ou internationales en matière de création de sociétés offshore.

Les faits mis à jour par l'enquête internationales de l'ICIJ laissent penser que la FSA (Financial Services Authority Seychelles), qui, selon son site internet (tel que consulté le 10 octobre 2021) « s'efforce de conserver la confiance des investisseurs qu'elle sert, en maintenant un cadre réglementaire robuste et moderne, et en maintenant son excellente réputation en tant que centre d'affaires international de premier plan (…) déterminée à atteindre ses objectifs stratégiques tout en maintenant la solidité et la résilience de notre secteur des services financiers tout en respectant les normes et standards internationaux » et doit « prendre des mesures contre les personnes exerçant des activités de services financiers non autorisées aux Seychelles », ne s'est pas montrée, en un quart de siècle, capable de toujours veiller au respect des « normes et standards internationaux ». Pour rappel, la FSA a remplacé la Seychelles International Business Authority créée pour le même types de missions.

### Scandales mondiaux via paradis fiscaux
Rappel des principaux scandales mondiaux d'évasions fiscales et blanchiments d'argent via paradis fiscaux :
- Affaire des évadés fiscaux (2013) dont Affaire Cahuzac
- Offshore Leaks (2013)
- China Leaks (2014)
- Luxembourg Leaks (2014)
- FootballLeaks (2015)
- Swiss Leaks (2015)
- Bahamas Leaks (2016)
- Panama Papers (2016)
- Malta Files (2017)
- Paradise Papers (2017 - Personnes visées)
- CumEx Files (2018)
- Implant Files (2018)
- MacronLeaks (2019)
- Mauritius Leaks (2019)
- BlueLeaks (2020)
- FinCEN Files (2020)
- OpenLux (2021)
- Pandora Papers (2021)